# Tenketsu Harimoto
Tenketsu Harimoto, nato Zhang Tianjie (張本天傑?, Harimoto Tenketsu; Shenyang, 8 gennaio 1992), è un cestista cinese con cittadinanza giapponese.

## Carriera
Con il Giappone ha disputato i Campionati asiatici del 2017 e i Giochi olimpici di Tokyo 2020.